# 科皮德爾諾

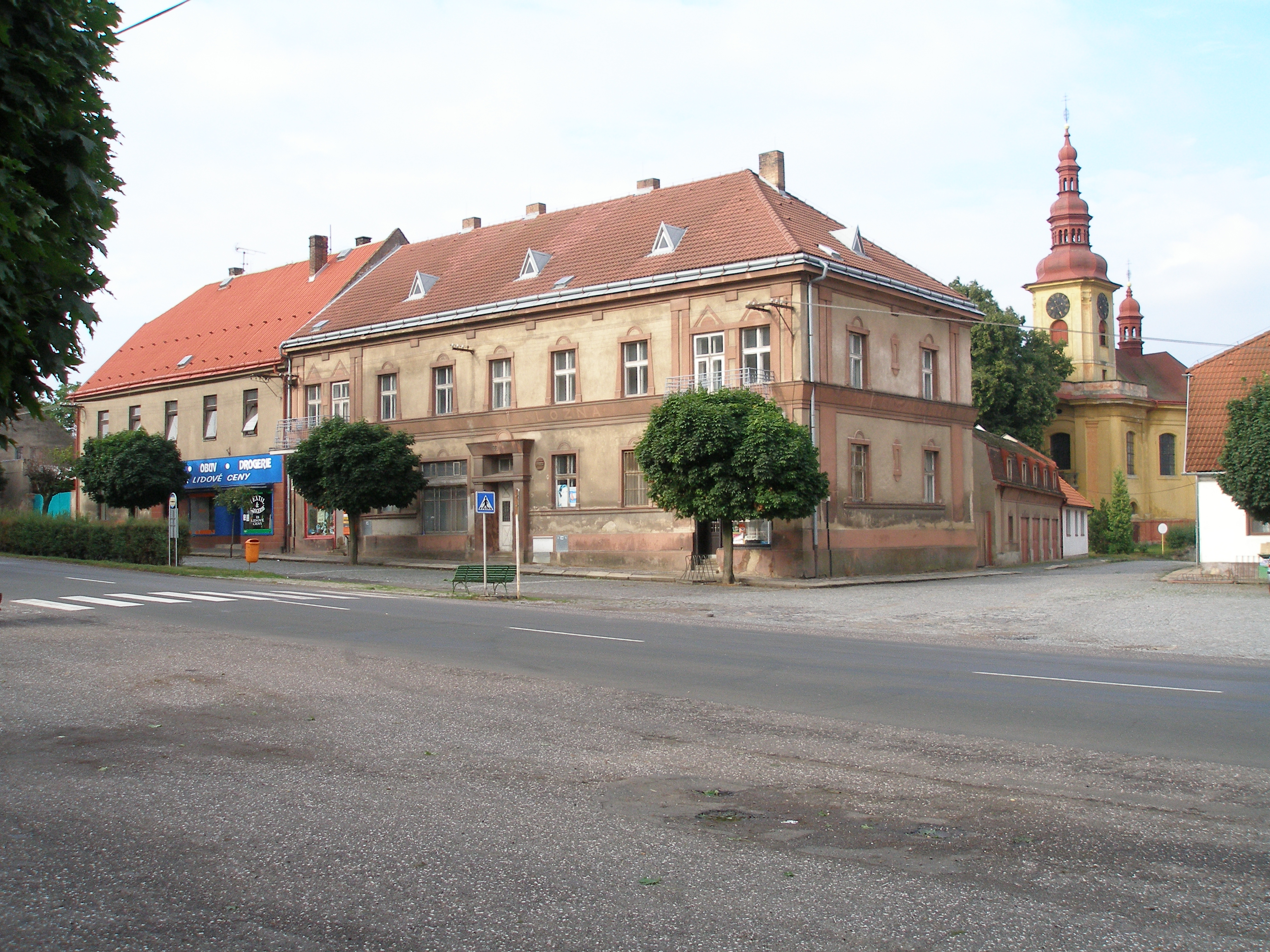

科皮德爾諾是捷克的城鎮，位於該國北部，距離首都布拉格80公里，由赫拉德茨-克拉洛韋州負責管轄，面積29.11平方公里，海拔高度219米，2006年人口2,230。

## 外部連結
- Official web （页面存档备份，存于） - here you can find more information about the city.